# El Opeño

El Opeño est un site archéologique mésoaméricain de l'Epoque préclassique, situé près de Zamora et de Jacona de Plancarte dans le nord-ouest de l'État du Michoacan au Mexique. Il a été fouillé par Eduardo Noguera à la fin des années 1930 et Arturo Oliveros dans les années 1970.

## Contexte

Carte de l'Occidente mexicain à la Période Préclassique avec le site d’El Opeño

Précédant les tombes à puits du Colima, du Nayarit et du Jalisco, El Opeño, daté au carbone 14 des environs de -1500. Cette chronologie coïncide apparemment avec une période de forte activité volcanique dans cette partie du Michoacán, avec des éruptions qui ont recouvert de cendre les sites des tombeaux et, vraisemblablement aussi les zones d'habitation, ce qui les rend extrêmement difficiles à localiser pour les archéologues.
El Opeño fait partie des premières cultures de l'Ouest (Occidente) mexicain avec la culture Capacha. Comme cette dernière, El Opeño est connue pour ses tombes à puits, caractérisées par un court escalier menant à une chambre mortuaire ovale. L'escalier a été ensuite comblé de terre et de gravats. Douze tombes à inhumations multiples ont été découvertes. Elles ne sont malheureusement pas associées à un habitat. Les squelettes accompagnés d'offrandes étaient étendus ou accroupis sur des banquettes taillées dans le roc. Les tombes d’El Opeño pourraient avoir été utilisées comme cryptes de famille, car elles comportaient des sépultures multiples, et il est prouvé qu'elles ont été réutilisées dans l'antiquité.

## Matériel archéologique
Les seules informations archéologiques que nous possédions sur cette culture proviennent des tombeaux et des offrandes qu'on y a trouvées. Le matériel archéologique consiste en vases et en figurines.
- La poterie d'El Opeño composée de bols lisses et de petits pots décorés avec des incisions linéaires, de motifs poinçonnés et appliqués, assez semblables à ceux trouvés à Tlatilco dans la vallée de Mexico, un site plus ou moins contemporain d’El Openo. Les pots sont décorés avec de la peinture en négatif (rouge ou noir). Leur style représente peut être le précurseur le plus ancien de la poterie tarasque (période postclassique) décorée au moyen de la même technique[5].
- Les figurines : les sculptures pleines peuvent être divisées en trois types[6]. Les figurines du premier type, de forme trapue, ont des traits anatomiques relativement grossiers, marqués par des pastilles et des incisions. À un deuxième type appartiennent des figurines plus réalistes. Le troisième type est constitué de figurines blanches allongées, finement polies. Parmi les plus remarquables figure un groupe de huit figurines, cinq hommes et trois femmes[7]. L'équipement des hommes, protections matelassées, casques et battes, constitue le premier témoignage du jeu de balle en Mésoamérique.